# Vladimír Hriňák
Vladimír Hriňák (Bratislava, 25 februari 1964 – 25 juli 2012) was een Slowaakse voetbalscheidsrechter. Hij werd algemeen gezien als een van de beste scheidsrechters van het land. Hriňák floot slechts op één internationaal toernooi voor landenteams: het Europees kampioenschap onder de 16 in 1994. De belangrijkste reden hiervoor is een landgenoot van hem, Ľuboš Micheľ. Deze scheidsrechter werd internationaal gezien als een van de beste scheidsrechters ter wereld. Omdat er slechts één scheidsrechter per land op een internationaal toernooi mag fluiten werd hij nauwelijks gebruikt. Desondanks floot Hriňák regelmatig wedstrijden in de UEFA Champions League, UEFA Europa League en kwalificatiewedstrijden voor het EK en het WK. Hij overleed op 48-jarige leeftijd.

## Interlands
| Datum      | Plaats     | Wedstrijd                      | Uitslag | Competitie        | Kreeg geel | Kreeg voor de tweede keer geel en dus rood | Weggestuurd |
| ---------- | ---------- | ------------------------------ | ------- | ----------------- | ---------- | ------------------------------------------ | ----------- |
| 07-06-1995 | Toftir     | Faeröer - Schotland            | 0 – 2   | EK-kwalificatie   | 2          | 0                                          | 0           |
| 27-03-1996 | Łódź       | Polen - Slovenië               | 0 – 0   | Vriendschappelijk | 1          | 0                                          | 0           |
| 18-03-1997 | Linz       | Oostenrijk - Slovenië          | 0 – 2   | Vriendschappelijk | 4          | 0                                          | 0           |
| 18-11-1998 | Belfast    | Noord-Ierland - Moldavië       | 2 – 2   | EK-kwalificatie   | 5          | 1                                          | 0           |
| 29-03-2000 | Teplice    | Tsjechië - Australië           | 3 – 1   | Vriendschappelijk | 3          | 0                                          | 0           |
| 28-03-2001 | Sofia      | Bulgarije - Noord-Ierland      | 4 – 3   | WK-kwalificatie   | 5          | 0                                          | 0           |
| 15-08-2001 | Riga       | Letland - Oekraïne             | 0 – 1   | Vriendschappelijk | 0          | 0                                          | 0           |
| 08-09-2002 | Bazel      | Zwitserland - Georgië          | 4 – 1   | EK-kwalificatie   | 5          | 0                                          | 0           |
| 06-09-2003 | Bakoe      | Azerbeidzjan - Finland         | 1 – 2   | EK-kwalificatie   | 3          | 1                                          | 0           |
| 16-11-2003 | Manchester | Engeland - Denemarken          | 2 – 3   | Vriendschappelijk | 3          | 0                                          | 0           |
| 09-10-2004 | Istanboel  | Turkije - Kazachstan           | 4 – 0   | WK-kwalificatie   | 0          | 0                                          | 0           |
| 26-03-2005 | Brussel    | België - Bosnië en Herzegovina | 4 – 1   | WK-kwalificatie   | 3          | 0                                          | 0           |
| 24-05-2006 | Boedapest  | Hongarije - Nieuw-Zeeland      | 2 – 0   | Vriendschappelijk | 0          | 0                                          | 0           |
| 06-09-2006 | Vilnius    | Litouwen - Schotland           | 0 – 2   | EK-kwalificatie   | 7          | 0                                          | 0           |
| 24-03-2007 | Almaty     | Kazachstan - Servië            | 2 – 1   | EK-kwalificatie   | 5          | 0                                          | 1           |
| 22-08-2007 | Moskou     | Rusland - Polen                | 2 – 2   | Vriendschappelijk | 2          | 0                                          | 0           |
| 27-05-2008 | Praag      | Tsjechië - Litouwen            | 2 – 0   | Vriendschappelijk | 0          | 0                                          | 0           |
| 15-10-2008 | Riga       | Letland - Israël               | 1 – 1   | WK-kwalificatie   | 0          | 0                                          | 0           |
| 01-04-2009 | Zenica     | Bosnië en Herzegovina - België | 2 – 1   | WK-kwalificatie   | 4          | 0                                          | 1           |
| 14-10-2009 | Dublin     | Ierland - Montenegro           | 0 – 0   | WK-kwalificatie   | 3          | 0                                          | 0           |
| 18-11-2009 | Eindhoven  | Nederland - Paraguay           | 0 – 0   | Vriendschappelijk | 1          | 0                                          | 0           |